# Prästholmen, Åbo
För andra betydelser, se Prästholmen eller Papinsaari.
Prästholmen (finska: Papinsaari) är en halvö i Finland och en stadsdel i Åbo. Den ligger i sydöstra hörnet av ön Hirvensalo.
Sedan år 2000 har tiotals nya lyxvillor och radhus byggts på Prästholmens branta terräng, ofta mycket nära havsstranden och tätt intill varandra. Redan 2009 hade Prästholmen blivit den förmögnaste stadsdelen i Åbo.